# 山口県教育委員会
山口県教育委員会（やまぐちけんきょういくいいんかい）は、山口県の教育委員会である。

## 概要
山口県の教育に関する事務を所掌する行政委員会であり、6人の委員で構成される。2019年3月現在の教育長は、浅原司。近年は、山口県教育ビジョンを作成し、教育行政の課題や教育現場の実態の把握に努めている。
広義では、教育委員会の執行機関である教育委員会事務局を含めて、教育委員会と呼ぶこともある。

## 組織
- 教育政策課
- 教職員課
- 義務教育課
- 高校教育課
- 特別支援教育推進室
- 社会教育・文化財課
- 人権教育課
- 学校安全・体育課

## 所在地
- 〒753-8501 山口市滝町1番1号

## 市町村教育委員会
- 下関市教育委員会
- 山口市教育委員会

## 参考・外部リンク
- 山口県教育委員会